# Mapa babilònic del món
L'anomenat Mapa babilònic del món (o Imago Mundi babilònica) és una tauleta d'argila babilònia escrita en accadi que conté una representació etiquetada del món conegut, amb una descripció breu i parcialment perduda, datada aproximadament al segle vi aC. (Neo-Babilònia o període aquemènida primerenc).
El mapa se centra en l'Eufrates, que flueix des del nord (a dalt) cap al sud (a baix). La ciutat de Babilònia es mostra a l'Eufrates, a la meitat nord del mapa. La boca de l'Eufrates s'anomena "pantà" i "sortida". Susa, la capital d'Elam, es mostra al sud, Urartu al nord-est, i Habban, la capital dels cassites es mostra (incorrectament) al nord-oest. Mesopotàmia està envoltada per un "riu amarg" circular o oceà, i vuit "regions", representades com a seccions triangulars, es mostren situades més enllà de l'oceà. S'ha suggerit que la representació d'aquestes "regions" com a triangles podria indicar que es van imaginar com a muntanyes.
La tauleta va ser descoberta a Sippar, Vilayet de Bagdad, a uns 60 km al nord de Babilònia a la riba est del riu Eufrates. El text es va traduir per primera vegada el 1889. La tauleta d'argila es conserva al Museu Britànic (BM 92687).

## Descripció de les zones del mapa

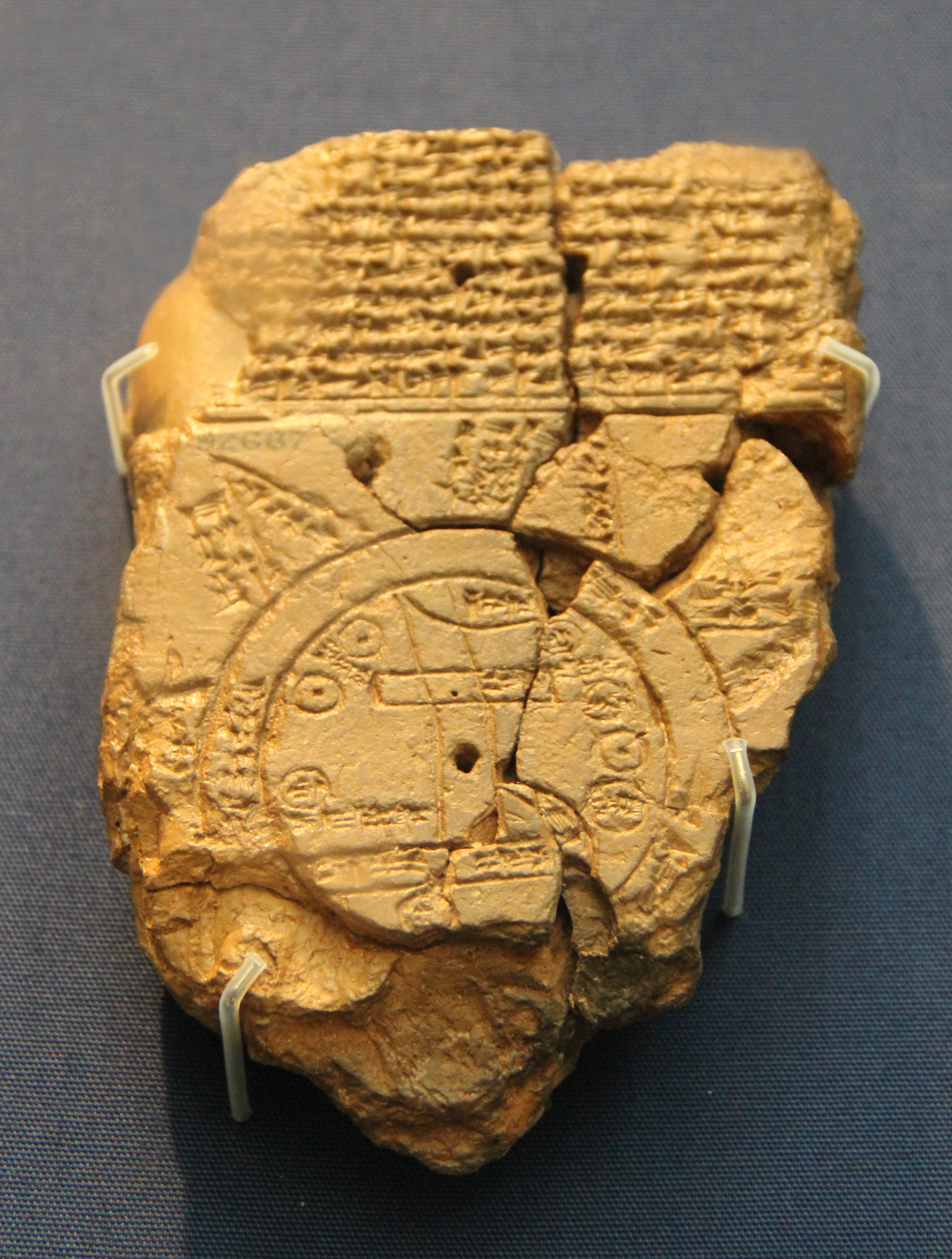
Mapa babilònic del món, 700-500 aC

El mapa és circular amb dos cercles definits externament. L' escriptura cuneïforme marca totes les ubicacions dins del mapa circular, a més d'algunes regions de fora. Els dos cercles externs representen l'aigua entre els segments i estan etiquetats com a id maratum "riu amarg", el mar de sal. Babilònia al nord del centre del mapa; Les línies paral·leles al fons semblen representar els maresmes meridionals, i una línia corba procedent del nord, nord-est sembla representar les muntanyes de Zagros.

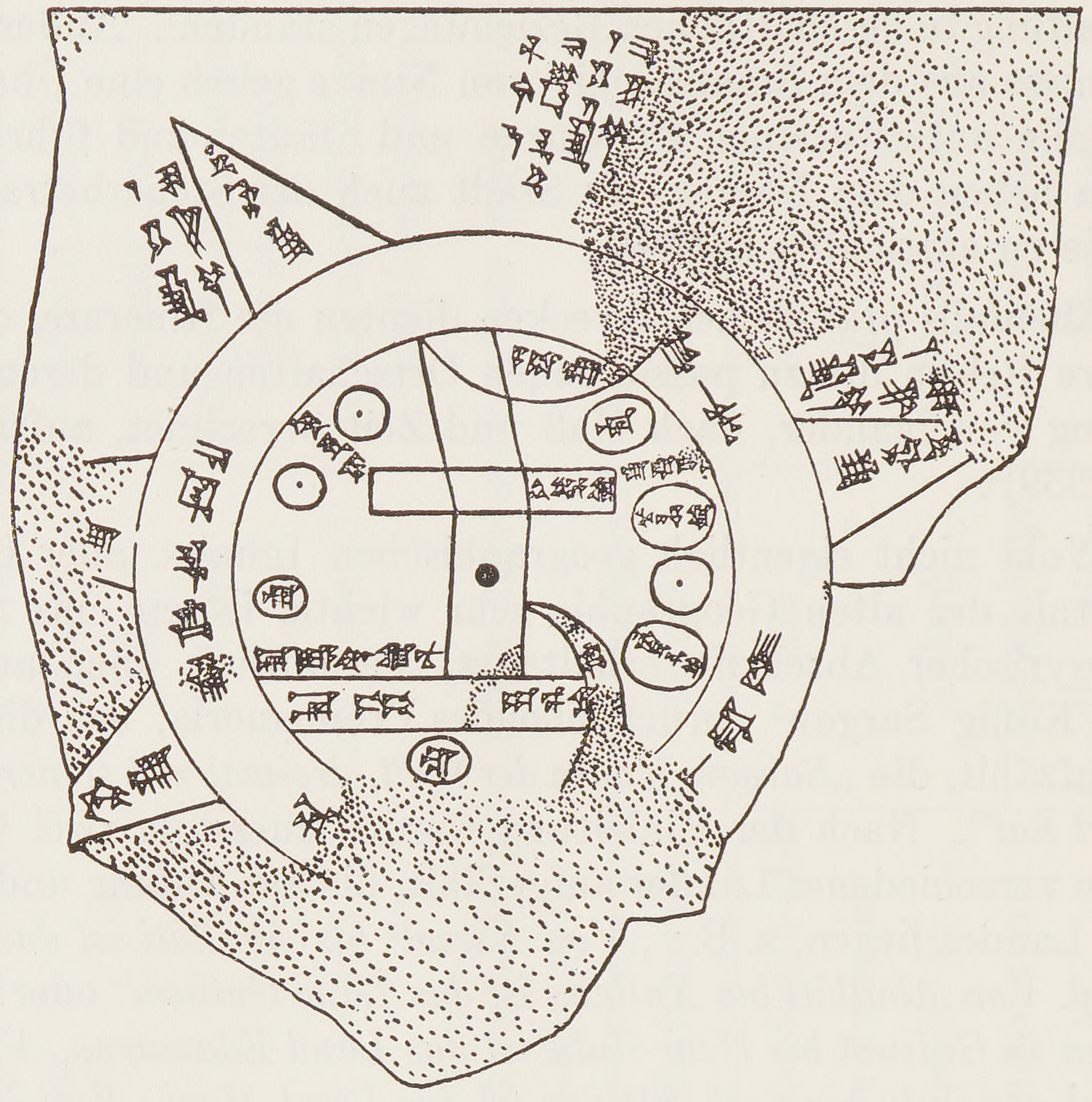
Dibuix de B. Meissner a Babylonien und Assyrien, 1925.

Hi ha set petits cercles interiors a les zones perimetrals del cercle, i semblen representar set ciutats. Vuit seccions triangulars al cercle extern (perímetre d'aigua) representen les denominades "regions" (nagu). La descripció de cinc d'ells ha sobreviscut.
|  | 1. "Muntanya" (en accadi: šá-du-ú) 2. "Ciutat" (en accadi: uru) 3.Urartu (en accadi: ú-ra-áš-tu) 4.Assíria (en accadi: kuraš+šurki 5. Der (en accadi: dēr) 6. ? 7. Swamp (en accadi: ap-pa-ru) 8. Susa (Capital dElam) (en accadi: šušun) 9. Canal/"outflow" (en accadi: Bit-qu) 10. Bit Yakin (en accadi: bῑt-ia-᾿-ki-nu) | 11. "Ciutat" (en accadi: uru) 12. Habban (en accadi: ha-ab-ban 13. Babilim (en accadi: tin.tirki, dividida per l'Eufrates 14 – 17. Oceà (aigua salada, (en accadi: idmar-ra-tum) 18 – 22. Regions "exteriors" (nagu) 23 – 25. Cap descripció. |

Carlo Zaccagnini ha sostingut que el disseny del mapa babilònic del món pot haver sobreviscut en els mapes T-O europeus de l'Edat Mitjana.